# Säsong 22 av Simpsons
Den tjugoandra säsongen av Simpsons sändes av Fox mellan den 26 september 2010 och 22 maj 2011 på samma tid som föregående säsong, söndagar 20.00, och sändes även i HD. Säsongen avslutas med att tittarna kommer att få välja hur äventyret i avsnittet ska sluta. Redan före säsongspremiären bekräftades det att det skulle bli en tjugotredje säsong. I avsnittet The Scorpion's Tale skulle Jackie Mason medverka men hans medverkan klipptes bort under slutfasen.
Avsnittet Angry Dad - The Movie är nominerad till Emmy Award för "Outstanding Animated Program (for programming one hour or less)", Dan Castellaneta är även nominerad till galan genom "Outstanding Voice-Over Performance" för avsnittet Donnie Fatso. Alf Clausen är nominerad till Emmy Award för "Outstanding Individual Achievement in Music Composition for a Series (Dramatic Underscore)" i avsnittet Treehouse of Horror XXI. The Blue and the Gray, Donnie Fatso, och Homer the Father har nominerats till en Writers Guild of America Award.
Inspelningen av avsnittet A Midsummer's Nice Dream ägde rum under juni 2010. Bob Anderson är nominerad till Annie Award för "Directing in a Television Production" för avsnittet Treehouse of Horror XXI samt så är Tim Long, Alf Clausen, Bret McKenzie och Jemaine Clement är nominerad till "Music in a Television Production" för Elementary School Musical. Den sista bordsläsningen för säsongen ägde rum den 17 december 2010, i avsnittet kommer Richard Donner att medverka. Avsnittet sänds under säsong 23.
Säsongen hamnade på plats 68 över mest sedda program i åldern 18-49  Säsongen sågs i genomsnitt av 7,28 miljoner med en Nielsen-rating på 3.3/9% vilket ger 3,3 % av alla hushåll och 9% och alla TV-apparater.

## Lista över avsnitt
| Nr | Titel                                       | Regissör                                 | Författare                                         | Sändes på Fox     | Svensk tv-premiär | Produktkod |
| --- | ------------------------------------------- | ---------------------------------------- | -------------------------------------------------- | ----------------- | ----------------- | ---------- |
| 465 - 1 | "Elementary School Musical"                 | Mark Kirkland                            | Tim Long                                           | 26 september 2010 | 1 mars 2011       | MABF21     |
| Lisa börjar på ett scenkonstläger, där hon inspireras att ta fram sin kreativa sida. När hon återvänder till Springfield blir hon rastlös och åker till Sprooklyn för att återfå denna sida. Krusty ska få Nobels fredspris. Gästskådespelare: Amber Riley, Bret McKenzie, Cory Monteith, Ira Glass, Jemaine Clement, Lea Michele och Stephen Hawking. |                                             |                                          |                                                    |                   |                   |            |
| 466 - 2 | "Loan-a Lisa"                               | Matthew Faughnan                         | Valentina L. Garza                                 | 3 oktober 2010    | 8 mars 2011       | MABF17     |
| Abraham donerar pengar till sin familj. Lisa investerar sin andel hos Nelsons företag men hon blir orolig för hans skolgång och söker sig till välutbildade, där hon får reda på att Nelson hoppat av skolan. Marge och Homer börjar köpa saker för att sedan lämna tillbaka dem. Gästskådespelare: Chris Hansen, Mark Zuckerberg och Muhammad Yunus. |                                             |                                          |                                                    |                   |                   |            |
| 467 - 3 | "MoneyBART"                                 | Nancy Kruse                              | Tim Long                                           | 10 oktober 2010   | 15 mars 2011      | MABF18     |
| Då Lisa förstår att fritidsintesse kan stå på ens CV coachar hon Barts baseboll lag. Hon lär sig hur man vinner med hjälp av statistik och sannolikhet men det uppskattar inte Bart och Lisa sätter honom på bänken. Marge tar med då honom till en nöjespark. Gästskådespelare: Bill James och Mike Scioscia. |                                             |                                          |                                                    |                   |                   |            |
| 468 - 4 | "Treehouse of Horror XXI"                   | Sponge Bob Anderson Pants (Bob Anderson) | As Predicted, Joel Cohen Just Died (Joel H. Cohen) | 7 november 2010   | 22 mars 2011      | MABF16     |
| Bart och Homer bråkar i trädgården och Professor Frink välkomnar Primetime-tittarna, On Demand-tittarna och de illegala nedladdarna och tipsar att de kan snabbspola om de har en DVR-spelare, något som han gör åt tittarna lite för mycket. War and Pieces - Marge blir orolig för de våldsamma datorspelen vilket inte uppskattas av Bart och Milhouse tills de blir spelfigurer i ett spel. Tweenlight - Lisa träffar den nya eleven vampyren Edmund och de blir kära. Master and Cadaver - Homer och Marge åker på en andra smekmånad men de träffar Roger, som de irriterar sig på och ett mord planeras. Gästskådespelare: Daniel Ratfink (Daniel Radcliffe) och Hugh "Struck By A" Lorry (Hugh Laurie).                                                        |                                             |                                          |                                                    |                   |                   |            |
| 469 - 5 | "Lisa Simpson, This Isn't Your Life"        | Matthew Nastuk                           | Joel H. Cohen                                      | 14 november 2010  | 29 mars 2011      | MABF20     |
| Lisa upptäcker att Marge var toppstudent tills hon blev distraherad och lovar att fokusera på studierna. Marge går med i ett hemligt avtal för att få Lisa att börja i sin drömklass och hon lär sig en lektion i familjelivet. Bart blir skolans översittare då han sätter Nelson på plats. |                                             |                                          |                                                    |                   |                   |            |
| 470 - 6 | "The Fool Monty"                            | Steven Dean Moore                        | Michael Price                                      | 21 november 2010  | 5 april 2011      | NABF01     |
| Mr. Burns tror sig bara ha några veckor kvar i livet och uppskattar inte hur invånarna i Springfield bryr sig om honom. Bart hittar en ensam Mr. Burns och låter honom bo hos familjen Simpson medan Homer och Marge försöker ge igen på Mr. Burns. Lisa försöker förändra Mr. Burns men får problem att förändra honom. |                                             |                                          |                                                    |                   |                   |            |
| 471 - 7 | "How Munched is that Birdie in the Window?" | Michael Polcino                          | Kevin Curran                                       | 28 november 2010  | 12 april 2011     | NABF02     |
| En duva kommer till familjen Simpsons med en bruten vinge. Bart döper den till Ray och börja sköta om den. Homer låter Ray delta i ett fågellopp, men Ray äts upp av Santa's Little Helper och Bart blir deprimerad och man överväger att ge bort Santa's Little Helper. Gästskådespelare: Danica Patrick, Marcia Wallace och Rachel Weisz. |                                             |                                          |                                                    |                   |                   |            |
| 472 - 8 | "The Fight Before Christmas"                | Bob Anderson & Matthew Schofield         | Dan Castellaneta & Deb Lacusta                     | 5 december 2010   | 19 april 2011     | MABF22     |
| Det är julafton och Bart är arg på tomten för att han inte fick någon cykel förra året och tänker döda jultomten, men somnar och drömmer att han åker till Nordpolen. Lisa protesterar mot julgranar men somnar och drömmer att Marge tvingas ut i krig under december 1944 och Lisa besöker en julgransförsäljare som ger henne en gran som ser ut som Marge. Marge är orolig över att familjen inte bryr sig om julens glädje och skickar ett brev till Martha Stewart. Hon somnar och drömmer att Martha Claus kommer och förvandlar huset till en trevlig julstuga. Maggie drömmer om att familjen är dockor och ska åka till Hawaii men får problem med Mr. Burns, Moe Szyslak och hans nya flickvän Katy Perry. Gästskådespelare: Katy Perry och Martha Stewart. |                                             |                                          |                                                    |                   |                   |            |
| 473 - 9 | "Donnie Fatso"                              | Ralph Sosa                               | Chris Cluess                                       | 12 december 2010  | 26 april 2011     | MABF19     |
| Homer hamnar i Springfield Penitentiary inför nyårsafton och träffar en FBI-utredare som ber honom undersöka Fat Tony. Homer blir god vän med Fat Tony men allt förändras då hans kusin Fit Tony dyker upp. Gästskådespelare: Joe Mantegna och Jon Hamm. |                                             |                                          |                                                    |                   |                   |            |
| 474 - 10 | "Moms I’d Like To Forget"                   | Chris Clements                           | Brian Kelley                                       | 9 januari 2011    | 10 maj 2011       | NABF03     |
| Springfield Elementarys fjärdeklassare spelar dodgeball med femteklassarna och Bart upptäcker att en av femteklassarna har samma ärr på handen. Marge berättar att han fick ärret för sju år då hon gick med i "The Cool Moms". Marge går med i gruppen igen och Bart får nya vänner men får tråkigt. Gästskådespelare: Marcia Wallace. |                                             |                                          |                                                    |                   |                   |            |
| 475 - 11 | "Flaming Moe"                               | Chuck Sheetz                             | Matt Selman                                        | 16 januari 2011   | 17 maj 2011       | NABF04     |
| Waylon hjälper Moe att förändra hans bar och den blir populär bland stadens bögar som tror att Moe är homosexuell. Ms Juniper börjar som musiklärare på Springfield Elementary och hennes dotter Melody är intresserad av Bart och Skinner försöker utnyttja det. Gästskådespelare: Alyson Hannigan, Kristen Wiig och Scott Thompson. |                                             |                                          |                                                    |                   |                   |            |
| 476 - 12 | "Homer the Father"                          | Mark Kirkland                            | Joel H. Cohen                                      | 23 januari 2011   | 24 maj 2011       | NABF05     |
| David Mamet är skapare av TV-serien "Thicker than Waters" som blir Homers nya favoritkomediserie. Bart försöker få Homer att köpa en ny cykel till honom men allt TV-tittande ha fått honom att ändra sitt föräldraskap så Bart blir spion åt Ryssland och Kina. Gästskådespelare: David Mamet, James Lipton och Michael Paul Chan. |                                             |                                          |                                                    |                   |                   |            |
| 477 - 13 | "The Blue and the Gray"                     | Bob Anderson                             | Rob LaZebnik                                       | 13 februari 2011  | 27 september 2011 | NABF06     |
| Dr Kissingher anordnar ett seminarium som Moe efter att han firat Alla hjärtans dag ensam och tar sen hjälp av Homer. Marge upptäcker att hon får grått hår och Bart blir retad för sin mors hårfärg. Homer blir allt mer populär bland tjejerna och detta upptäcker snart Marge. Gästskådespelare: Marcia Wallace. |                                             |                                          |                                                    |                   |                   |            |
| 478 - 14 | "Angry Dad: The Movie"                      | Matthew Nastuk                           | John Frink                                         | 20 februari 2011  | 4 oktober 2011    | NABF07     |
| Bart gör "Angry Dad" till en film som hyllas av kritikerna och vinner flera priser som en Golden Globe men Homer tar åt sig all ära. Då filmen nominerars till en Oscar väljer Bart att inte tala om det. Gästskådespelare: Halle Berry, J. B. Smoove, Nick Park, Ricky Gervais och Russell Brand. |                                             |                                          |                                                    |                   |                   |            |
| 479 - 15 | "The Scorpion's Tale"                       | Matthew Schofield                        | Billy Kimball & Ian Maxtone-Graham                 | 6 mars 2011       | 11 oktober 2011   | NABF08     |
| Lisas skolklass besöker öknen och hon upptäcker att vattnet där får djuren att komma överens. Farfar flyttar in hos familjen och Homer testar vattnet på honom och blir kontaktad av ett läkemedelsföretag. Snabbt visar det sig att vattnet har bieffekter och hamnar på svarta marknaden. Gästskådespelare: Kevin Michael Richardson och Werner Herzog. |                                             |                                          |                                                    |                   |                   |            |
| 480 - 16 | "A Midsummer's Nice Dream"                  | Steven Dean Moore                        | Dan Castellaneta & Deb Lacusta                     | 13 mars 2011      | 18 oktober 2011   | NABF09     |
| Cheech och Chong kommer till Springfield. Då ett skämt inte går hem hos Cheech klättrar Homer in på scenen och blir inbjuden till en ny humorduo med honom medan Chong bildar en ny humorduo med Rektor Skinner. Under tiden hjälper Marge grannens katt. Gästskådespelare: Cheech Marin och Tommy Chong. |                                             |                                          |                                                    |                   |                   |            |
| 481 - 17 | "Love Is a Many Strangled Thing"            | Michael Polcino                          | Bill Odenkirk                                      | 27 mars 2011      | 25 oktober 2011   | NABF10     |
| Marge låter Homer gå på en fadersutbildning efter att förödmjukat Bart offentligt. Efter att Dr. Zander får reda på att Homer ofta stryper Bart lär han Homer hur det är att vara ung och han blir lugnare. Bart bestämmer sig då för att bli en av skolans nyare mobbare. Gästskådespelare: Kareem Abdul-Jabbar, Marcia Wallace och Paul Rudd. |                                             |                                          |                                                    |                   |                   |            |
| 482 - 18 | "The Great Simpsina"                        | Chris Clements                           | Matt Warburton                                     | 10 april 2011     | 1 november 2011   | NABF11     |
| Marge blir intresserad av persikor efter att ha besökt en odling. Lisa träffar trollkarlen Great Raymondo och blir hennes läring och hon blir erbjuden av en vän att avslöja hans största trick. Gästskådespelare: David Copperfield, Jack McBrayer, Martin Landau, Penn & Teller och Ricky Jay. |                                             |                                          |                                                    |                   |                   |            |
| 483 - 19 | "The Real Housewives of Fat Tony"           | Lance Kramer                             | Dick Blasucci                                      | 1 maj 2011        | 8 november 2011   | NABF12     |
| Fat Tony gifter sig med Selma och Marge blir orolig då Selma börjar bry sig om utseendet, så Fat Tony tar med sig Homer och Marge till Jersey Shore under en helg. Bart upptäcker att han kan hitta tryfflar och Lisa utnyttjar det. Gästskådespelare: Joe Mantegna. |                                             |                                          |                                                    |                   |                   |            |
| 484 - 20 | "Homer Scissorhands"                        | Mark Kirkland                            | Peter Gaffney & Steve Viksten                      | 8 maj 2011        | 15 november 2011  | NABF13     |
| Homer öppnar en frisersalong och får ständigt nya kunder men tröttnar snabbt på att prata med de kvinnliga kunderna. Milhouse försöker återigen bli ihop med Lisa, men efter att det misslyckas blir han kär i Taffy vilket inte Lisa uppskattar. Gästskådespelare: Kristen Schaal och Marcia Wallace. |                                             |                                          |                                                    |                   |                   |            |
| 485 - 21 | "500 Keys"                                  | Bob Anderson                             | John Frink                                         | 14 maj 2011       | 22 november 2011  | NABF14     |
| Familjen Simpsons hittar en nyckelknippa med alla nycklar till alla i Springfield. Med hjälp av nyckelknippan hittar Lisa ett nytt klassrum på Springfield Elementary och efter att hon berättat om rummet för Skinner så försvinner nyckeln till rummet och Lisa börjar forska om skolan. |                                             |                                          |                                                    |                   |                   |            |
| 486 - 22 | "The Ned-Liest Catch"                       | Chuck Sheetz                             | Jeff Westbrook                                     | 22 maj 2011       | 29 november 2011  | NABF15     |
| Bart börjar tycka synd om Edna Krabappel och Ned börjar liva upp hennes liv och börjar dejta och tittarna kommer att ha möjlighet att välja hur deras dejting kommer att sluta. Gästskådespelare: Joey Kramer och Marcia Wallace. |                                             |                                          |                                                    |                   |                   |            |